# Regina triste
Regina triste è un singolo del cantautore italiano Francesco Renga, pubblicato il 15 aprile 2011 dall'etichetta discografica Universal.
È stato estratto come terzo singolo dell'album Un giorno bellissimo.

## Tracce
1. Regina triste